# Маріан Андерсон
Маріа́н А́ндерсон (англ. Marian Anderson; 27 лютого 1897, Філадельфія — 8 квітня 1993, Портленд) — американська співачка (контральто).

## Біографія
Народилася в місті Філадельфії в сім'ї робітника. З дитячих років виявила великі музичні здібності, виступала з концертами. Музичну освіту здобула в США, Лондоні, Берліні.
З 1955 виступила в Метрополітен-опері (Нью-Йорк). Володіла винятково красивим, широкого діапазону голосом. Поряд з творами класичної музики виконувала афроамериканські народні пісні.
Гастролювала з концертами в багатьох країнах світу; 1935 була в СРСР.

## Вшанування пам'яті
Її ім'я вибите на Алеї Слави у Голлівуді.